# Bisdom Shreveport

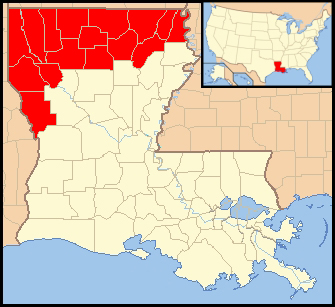
Het bisdom (rood) binnen de kerkprovincie New Orleans

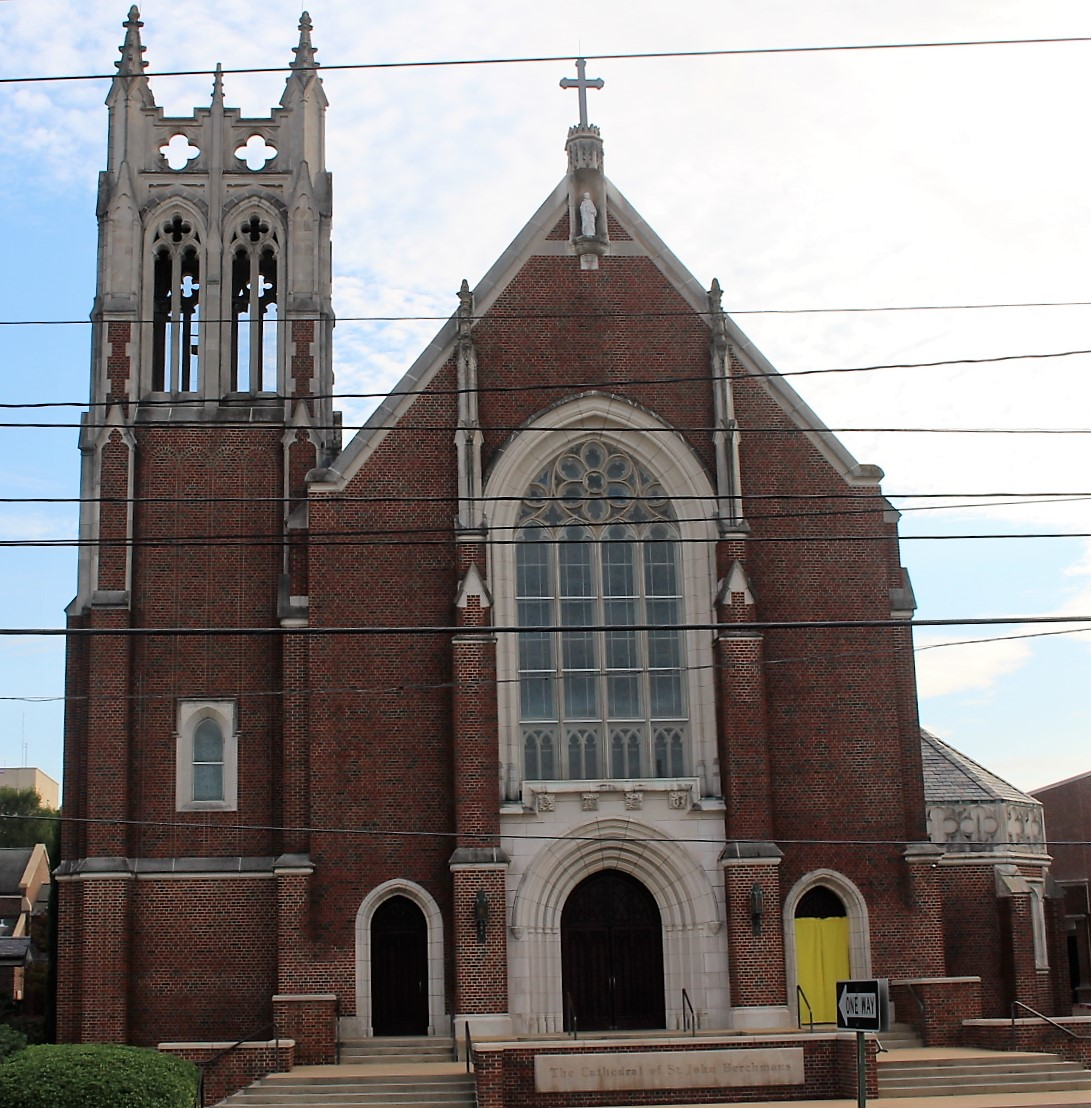
Sint-Jan Berchmanskathedraal van Shreveport

Het bisdom Shreveport (Latijn: Dioecesis Sreveportuensis in Louisiana) is een rooms-katholiek bisdom met als zetel Shreveport in het noorden van Louisiana. Het is een suffragaan bisdom van het aartsbisdom New Orleans. 
In 2020 telde het bisdom 27 parochies. Het bisdom heeft een oppervlakte van 28.837 km2 en bestaat uit de parishes Bienville, Bossier, Caddo, Claiborne, De Soto, East Carroll, Jackson, Lincoln, Morehouse, Ouachita, Red River, Richland, Sabine, Union, Webster en West Carroll. Het is daarmee in oppervlakte het grootste bisdom van de kerkprovincie New Orleans. Het bisdom telde in 2020 801.614 inwoners waarvan maar 5,3% rooms-katholiek was. Dat is veel minder dan in het zuiden van de staat Louisiana. 

## Geschiedenis
Het bisdom werd opgericht in 1986 toen het bisdom Alexandria-Shreveport werd opgesplitst. 
Voor de oprichting van het bisdom Natchitoches in 1853 werd het noorden van de staat Louisiana maar sporadisch aangedaan door katholieke geestelijken. Bij de start van het bisdom waren er maar vijf priesters beschikbaar en woonden er maar ongeveer 20.000 katholieken. Er werden katholieke scholen opgericht en in 1870 telde het bisdom 25 kerken en 17 priesters. Vooral in de 20e eeuw werden veel kerken en katholieke instellingen gebouwd. In 1977 werd het bisdom Alexandria (de bisschopszetel was in 1910 overgeheveld van Natchitoches naar Alexandria) hernoemd naar het bisdom Alexandria-Shreveport.

## Bisschoppen
- William Benedict Friend (1986-2006)
- Michael Gerard Duca (2008-2018)
- Francis Ignatius Malone (2019-)